# Ляпки
Ля́пки (рос. Ляпки) — присілок у складі Кемеровського округу Кемеровської області, Росія.

## Населення
Населення — 143 особи (2010; 153 у 2002).
Національний склад (станом на 2002 рік):
- росіяни — 95 %